# Tachytrechus bracteatus
Tachytrechus bracteatus är en tvåvingeart som först beskrevs av Christian Rudolph Wilhelm Wiedemann 1830.  Tachytrechus bracteatus ingår i släktet Tachytrechus och familjen styltflugor.
Artens utbredningsområde är Kongo. Inga underarter finns listade i Catalogue of Life.